# Trafalgar (album)
Trafalgar è il nono album dei Bee Gees, uscito nel 1971.

## Tracce
1. How Can You Mend a Broken Heart? (Barry Gibb/Robin Gibb) – 3:58
2. Israel (B. Gibb) – 3:44
3. The Greatest Man in the World (B. Gibb) – 4:17
4. It's Just the Way (Maurice Gibb) – 2:33
5. Remembering (B. Gibb/R. Gibb) – 4:01
6. Somebody Stop the Music (B. Gibb/M. Gibb) – 3:31
7. Trafalgar (M. Gibb) – 3:53
8. Don't Wanna Live Inside Myself (B. Gibb) – 5:24
9. When Do I (B. Gibb/R. Gibb) – 3:57
10. Dearest (B. Gibb/R. Gibb) – 3:52
11. Lion in Winter (B. Gibb/R. Gibb) – 3:59
12. Walking Back to Waterloo (B. Gibb/M. Gibb/R. Gibb) – 3:51